# Мадам Дубль Ікс
Мадам Дубль Ікс (англ. Madame Double X) — американська короткометражна кінокомедія 1914 року.

## У ролях
- Воллес Бірі — Мадам Дубль Ікс
- Роберт Болдер — містер фон Крукс старший
- Бен Терпін — містер фон Крукс молодший
- Лео Вайт